# Vranjic
Vranjic település Horvátországban Split-Dalmácia megyében. Közigazgatásilag Solinhoz tartozik.

## Fekvése
Split központjától 2 km-re északkeletre, Salona központjától 2 km-re délnyugatra, a Jadro torkolatánál, az azonos nevű félszigeten fekszik. Régen szépsége és tengerhez való közelsége miatt kis Velencének is nevezték.

## Története
A régészeti leletek tanúsága szerint már a történelem előtti időkben is éltek itt emberek. A római kori leletek között elsősorban az öböl északi részén az olajtároló építése közben 1976-ban feltárt ókori kikötő maradványait, a számos kőtöredéket, feliratos követ, sírkőlapot kell megemlíteni. A tengerparti sétány felújítása során víz alatti régészeti kutatást is végeztek, mert két évvel korábban a környéken két antik szoborfejet is találtak. Az ókori leletek között ókeresztény leletek is előkerültek. Zdenko Brusić professzor a zárai egyetem tanára azonban azt a véleményét hangoztatta, hogy az itt talált cserépmaradványok késő bronzkoriak, pontosabban mintegy ezer évvel Krisztus előttiek. Ezzel a település korát ezer évvel korábbinak határozta meg. A legtöbb leletet ma a spliti régészeti múzeumban őrzik. A Crikvina nevű helyen 5. vagy 6. századi ókeresztény bazilika maradványait tárták fel temetővel és valószínűleg vele egykorú kolostorral. A település a középkorban is folyamatosan lakott volt. A 13. században élt Toma főesperes Solina történetéről szóló művében Vranjicot „Hurania” alakban, szigetként említi amikor leírja, hogy a velenceiek lerombolták Bernard spliti érsek itteni várkastélyát, míg a későbbi időpontban írt spliti Tomin kódexben "Huragniz" alakban szerepel. Klissza várának 1537-es eleste után a török elpusztította. Vranjic mai lakóinak ősei csak 1650 körül, Klissza 1648-as visszafoglalása után telepedtek itt le. Leonardo Foscolo velencei hadvezér a dalmáciai Zagora vidékéről, a török határ mellől és különösen Petropoljéról telepített be horvát katolikus családokat. A Szent Márton templom abban az időben a solinai terület plébániatemploma is volt. 1797-ben a Velencei Köztársaság megszűnésével a település a Habsburg Birodalom része lett. 1806-ban Napóleon csapatai foglalták el és 1813-ig francia uralom alatt állt. Napóleon bukása után ismét Habsburg uralom következett, mely az első világháború végéig tartott. A falunak 1857-ben 526, 1910-ben 648 lakosa volt. Az I. világháború után rövid ideig az Olasz Királyság, ezután a Szerb-Horvát-Szlovén Királyság, majd Jugoszlávia része lett. A második világháború idején olasz csapatok szállták meg. A háború után a település a szocialista Jugoszlávia, majd 1991-től a független horvát állam része lett. Lakossága 2011-ben 1110 fő volt.

## Lakosság
| Lakosság változása | Lakosság változása | Lakosság változása | Lakosság változása | Lakosság változása | Lakosság változása | Lakosság változása | Lakosság változása | Lakosság változása | Lakosság változása | Lakosság változása | Lakosság változása | Lakosság változása | Lakosság változása | Lakosság változása | Lakosság változása | Lakosság változása |
| ------------------ | ------------------ | ------------------ | ------------------ | ------------------ | ------------------ | ------------------ | ------------------ | ------------------ | ------------------ | ------------------ | ------------------ | ------------------ | ------------------ | ------------------ | ------------------ | ------------------ |
| 1857               | 1869               | 1880               | 1890               | 1900               | 1910               | 1921               | 1931               | 1948               | 1953               | 1961               | 1971               | 1981               | 1991               | 2001               | 2011               | 2021               |
| 526                | 0                  | 541                | 472                | 520                | 648                | 784                | 1.131              | 1.128              | 1.204              | 1.319              | 1.485              | 1.472              | 1.159              | 1.196              | 1.110              | 1.064              |

#### 1991 Népszámlálás
| Vranjic |
| --- |
| 1991 |
| · total: 1,159 Horvátok 1,100 (94,90%) Szerbek 10 (0,86%) Montenegróiak 7 (0,60%) Albánok 6 (0,51%) Jugoszlávok 3 (0,25%) Ruszinok 2 (0,17%) Szlovének 1 (0,08%) Ukránok 1 (0,08%) others 1 (0,08%) nondeclared 8 (0,69%) region. dec. 4 (0,34%) unknown 16 (1,38%) |

## Nevezetességei
- Szent Márton tiszteletére szentelt plébániatemplomát a 17. század közepén építették, 1729-ben megújították. Mai formáját az 1915-ben és 1928-ban végzett átépítés és bővítés után nyerte el. Különösen értékesek J. Kljaković és V. Parać freskói, melyek az utolsó megújítás során készültek. Anyakönyveit 1653-tól vezetik.[6]
- A Vranjic-Solin egykori vasútállomás épülete 1902-ben épült a Split-Sinj keskeny nyomtávú vasút kiegészítő létesítményeként. Három téglalap alakú alaprajzú kőépületből áll: kétszintes tetőteres ház, földszinti váró és kisegítő épület. Szabályos durva kősorokkal vannak felépítve. A tető fából készült nyeregtetős, ereszcsatornákkal. A homlokzat nyílásai téglalap alakúak, fából készültek. A fedett verandáról nyílik mindkét épület bejárata. Az épület a 20. század eleji ipari építészet jelentős alkotása.[7]

## Híres emberek
Vranjicon született a horvát régészet és történetírás két kiválósága Luka Jelić (1863-1922) és Frane Bulić (1846-1934).

## Fordítás
Ez a szócikk részben vagy egészben  a   Vranjic című horvát Wikipédia-szócikk ezen változatának fordításán alapul.  Az eredeti cikk szerkesztőit annak laptörténete sorolja fel. Ez a jelzés csupán a megfogalmazás eredetét és a szerzői jogokat jelzi, nem szolgál a cikkben szereplő információk forrásmegjelöléseként.